# Represa El Salado
La represa El Salado es una obra hidráulica destinada a acumular las aguas en el lecho del río Salado (Loa) para ser conducidas por cañerías hasta la mina de cobre Chuquicamata con el fin de utilizarlas para usos industriales.
En algunas partes esta represa es referida como embalse Chilex. Chilex era el nombre original de la empresa hoy llamada Codelco División Chuquicamata.: 138 

## Ubicación y descripción
La obra está ubicada sobre el lecho del río Salado 2 kilómetros aguas arriba de la confluencia del río Toconce. Está ubicado a una altitud de 3200 m s.n.m. y su muralla tiene una altura máxima de 34 m y una longitud de coronamiento de 22 m. Su capacidad de almacenamiento alcanza los 210.000 m³.: 79–81 
Adicionalmente, la represa recibe aguas desde el río Hojalar mediante un túnel de abducción por las que son desviadas desde el Hojalar.

En el esquema de recursos superficiales del rio Loa según H. Niemeyer, en la década de los 1980s, aparece bajo el nombre CHILEX.